# Franz Buggle
Franz Buggle (* 18. August 1933 in Freiburg im Breisgau; † 12. Januar 2011 in Au bei Freiburg) war ein deutscher Psychologe und Religionskritiker.
Buggle studierte in Freiburg und München Psychologie, Philosophie, Pädagogik und Wirtschaftswissenschaften. Von 1958 bis 1963 war er wissenschaftlicher Assistent am Psychologischen Institut in Freiburg und promovierte bei dessen Gründer Robert Heiß. Anschließend wurde er Dozent an der Universität Hamburg am Lehrstuhl von Peter Hofstätter.
1974, nach einer Zwischenstation als Professor für Entwicklungs- und Sozialpsychologie an der Universität Regensburg, wurde er Ordinarius an der Albert-Ludwigs-Universität Freiburg, wo er 1998 emeritiert wurde.
In seinem religionskritischen Werk Denn sie wissen nicht, was sie glauben. Oder warum man redlicherweise nicht mehr Christ sein kann (1992) untersuchte er die Bibel und kam zu dem Schluss, dass sie „in zentralen Teilen ein gewalttätig-inhumanes Buch, als Grundlage einer heute verantwortbaren Ethik ungeeignet“ sei.
Außerdem gehörte er dem Beirat des Internationalen Bundes der Konfessionslosen und Atheisten (IBKA) sowie dem wissenschaftlichen Beirat der Giordano Bruno Stiftung an. 2004 erhielt Buggle den Ludwig-Feuerbach-Preis, der vom Bund für Geistesfreiheit (Augsburg) vergeben wird.
Am 12. Januar 2011 starb Buggle im Alter von 77 Jahren in Au bei Freiburg.

## Veröffentlichungen
- Heutige deutsche Universitätsstudenten: eine empirische Untersuchung weltanschaulicher Einstellungen. Hain, Meisenheim am Glan 1965
- Psychologie: Gegenstand, Methodik, soziale Rahmenbedingungen. Habel, Darmstadt 1974, ISBN 3-87179-061-3
- Die Entwicklungspsychologie Jean Piagets. 4. Auflage. Kohlhammer, Stuttgart 2001, ISBN 3-17-017052-X
- Denn sie wissen nicht, was sie glauben Oder warum man redlicherweise nicht mehr Christ sein kann. Eine Streitschrift. Rowohlt, Reinbek 1992, ISBN 3-498-00561-8; Überarbeitete und erweiterte Neuauflage. Alibri, Aschaffenburg 2004, ISBN 3-932710-77-0; durchgesehene Neuauflage ebenda 2012, ISBN 978-3-86569-077-7.